# Charlie Tanfield
Charlie Tanfield (* 17. November 1996 in Great Ayton) ist ein britischer Radrennfahrer, der insbesondere im Bahnradsport aktiv ist.

## Sportliche Laufbahn
2017 wurde Charlie Tanfield britischer Meister in der Mannschaftsverfolgung, gemeinsam mit seinen Teamkameraden Daniel Bigham, Jacob Tipper und Jonathan Wale. Ihr Sieg kam überraschend, da die Sportler nicht zum olympischen Bahn-Programm von British Cycling gehörten, sondern das unabhängige Team KGF bildeten. Sie wohnen gemeinsam in einem Haus in Derby, wo sie auf der Radrennbahn in der dortigen Derby Arena trainieren.
Das Team, zu dem auch Charlie Tanfields Bruder Harry gehörte, entschied im Frühjahr 2018 die Mannschaftsverfolgung beim fünften Lauf des Bahnrad-Weltcups in Minsk für sich. Im selben Jahr gewann Tanfield zusammen mit Ed Clancy, Kian Emadi und Ethan Hayter die Mannschaftsverfolgung bei den Bahnradsport-Weltmeisterschaften 2018 und belegte den vierten Rang in der Einerverfolgung. 2018 gewann er die Einerverfolgung bei den Commonwealth Games. Bei den Bahnradsport-Weltmeisterschaften 2019 wurde der britische Vierer mit Tanfield in seinen Reihen Vize-Europameister. Bei den Europameisterschaften 2019 belegte die Mannschaft Platz drei.
Bei den Europameisterschaften 2021 wie den Weltmeisterschaften 2021 errang der britische Vierer mit Tanfield jeweils die Bronzemedaille. 2023 gewann die britische Mannschaft bei den Europameisterschaften Silber, 2024 gewannen sie Gold. Bei den Olympischen Spielen 2024 in Paris gewann Tanfield mit dem britischen Team die Silbermedaille in der Mannschaftsverfolgung.
Am 14. August 2025 versuchte Tanfield auf dem Konya Velodromu im türkischen Konya den bisherigen Stundenweltrekord von Filippo Ganna über 56,795 Kilometer zu verbessern, doch er konnte nur 53,964 Kilometer zurück. Es gelang ihm auch nicht, den bisherigen britischen Stundenrekord von Daniel Bigham (55,548 Kilometer) zu überbieten.

## Wichtigste Ergebnisse

### Bahn
2017
- Britischer Meister – Mannschaftsverfolgung (mit Daniel Bigham, Jacob Tipper und Jonathan Wale)

2018
- Weltmeister – Mannschaftsverfolgung (mit Ed Clancy, Kian Emadi und Ethan Hayter)
- Bahn-Weltcup in Minsk – Einerverfolgung, Mannschaftsverfolgung (mit Daniel Bigham, Harry Tanfield und Jonathan Wale)
- Commonwealth Games – Einerverfolgung
- Commonwealth Games – Mannschaftsverfolgung (mit Ethan Hayter, Kian Emadi und Oliver Wood)
- Europameisterschaft – Mannschaftsverfolgung (mit Kian Emadi, Steven Burke, Ethan Hayter und Oliver Wood)
- Britischer Meister – Einerverfolgung

2019
- Britischer Meister – Mannschaftsverfolgung (mit Daniel Bigham, John Archibald und Jonathan Wale)
- Weltmeisterschaft – Mannschaftsverfolgung (mit Ed Clancy, Kian Emadi, Ethan Hayter und Oliver Wood)
- Europameisterschaft – Mannschaftsverfolgung (mit Ed Clancy, Ethan Hayter und Oliver Wood)

2021
- Europameisterschaft – Mannschaftsverfolgung (mit Rhys Britton, William Tidball und Oliver Wood)
- Weltmeisterschaft – Mannschaftsverfolgung (mit Ethan Vernon, Ethan Hayter, Oliver Wood und Kian Emadi)

2022
- Europameisterschaft – Mannschaftsverfolgung (mit Rhys Britton, Kian Emadi, Oliver Wood und William Tidball)

2023
- Britischer Meister – Einerverfolgung, Mannschaftsverfolgung (mit Josh Charlton, William Roberts und William Tidball)
- Europameisterschaft – Mannschaftsverfolgung (mit Daniel Bigham, Ethan Vernon und Oliver Wood)

2024
- Europameister – Mannschaftsverfolgung (mit Daniel Bigham, Ethan Vernon, Ethan Hayter und Oliver Wood)
- Europameisterschaft – Einerverfolgung
- Nations Cup in Adelaide – Mannschaftsverfolgung (mit Joshua Tarling, William Tidball, Rhys Britton und Josh Charlton)
- Nations Cup in Milton – Mannschaftsverfolgung (mit Ethan Hayter, Daniel Bigham, Ethan Vernon und Oliver Wood)
- Weltmeisterschaft – Mannschaftsverfolgung (mit Josh Charlton, Ethan Hayter, Oliver Wood und Rhys Britton)
- Olympische Spiele – Mannschaftsverfolgung (mit Daniel Bigham, Ethan Hayter, Ethan Vernon und Oliver Wood)

### Straße
2018
- Britischer Meister – Einzelzeitfahren (U23)

2023
- eine Etappe Ronde de l’Oise